# Расински управни округ
Расински управни округ се налази у централном делу Републике Србије. Према подацима са последњег пописа 2022. године у округу је живело 207.197 становника Седиште округа је у граду Крушевцу.
У Крушевцу и околини постоји више културно-историјских споменика: Лазарев град, са остацима средњовековног утврђења и црквом Лазарицом, епски је објекат у српском предању. Црква Лазарица посвећена Св. Стефану прототип је моравске школе, а саграђена је 1376. године поводом рођења Лазаревог сина Стефана.
Донжон кула, војно утврђење средњовековног града, сведочење је о великој културној и историјској баштини српског народа.
Манастир Љубостињу је основала кнегиња Милица, Лазарева жена, крајем XIV и почетком XV века, после Косовског боја када је одлучила да се повуче као владарка и окупи удовице српске властеле погинуле на Косову. Љубостиња је од првог дана имала културну улогу. Овде су довођени истакнути летописци, преписивачи, мајстори украсних књига и сликари.

## Административна подела
Расински управни округ обухвата један град и пет општина.
| Назив                 | Грб | Број становника (2011) | Број становника (2022) |
| --------------------- | --- | ---------------------- | ---------------------- |
| Град Крушевац         |     | 131.368                | 114.331                |
| Општина Александровац |     | 26.522                 | 22.339                 |
| Општина Брус          |     | 16.317                 | 13.673                 |
| Општина Варварин      |     | 17.966                 | 14.382                 |
| Општина Трстеник      |     | 42.966                 | 36.138                 |
| Општина Ћићевац       |     | 9.476                  | 7.893                  |